# Brasiella aureola
Brasiella (Brasiella) aureola – gatunek chrząszcza z rodziny biegaczowatych i podrodziny trzyszczowatych.

## Taksonomia
Gatunek opisany został w 1834 roku przez Johanna Christopha Friedricha Kluga jako Cicindela aureola. B. aureola wraz z siostrzanym gatunkiem B. horioni oraz B. amaenula i jeszcze jedynym gatunkiem należy do grupy aureola-species group.

## Opis
Ciało samców długości 8,5 mm, a samic od 8,5 do 9 mm. Głowa łysa, z wyjątkiem szczecinek nadocznych. Labrum bezzębne, o przedniej krawędzi prostej. Głowa i przedplecze słabo błyszczące. Grzbietowa strona ciała jasno- do ciemnoczwerwonomiedzianej z zielonymi refleksami. Na pokrywach obecne plamy barkowe, przepaska środkowa i plamy przedwierzchołkowe, przy czym mogą być one prawie zatarte. Punktowanie pokryw bardzo płytkie, z zielonym pobłyskiem, a ich mikrorzeźba izodiametryczna i paciorkowata. Pleuron rzadko do umiarkowanie gęsto oszczecinionego. Spód ciała błyszczący, z miedzianymi, zielonymi i niebieskimi refleksami. Episternity śródtułowia tylko z kilkoma szczecinkami na brzusznym końcu. Episternity zatułowia bocznie oszczecinione.
Samice mają na VIII sternum odwłoka szerokie i bardzo płytkie V-kształtne obrzeżenie. Drugie gonocoxa z kilkoma szczecinkami na środkowej krawędzi. Gonapofizy drugorzędowe o części środkowej tak długiej lub prawie tak długiej jak boczna. Brzuszny skleryt torebki kopulacyjnej z tylnym końcem obrzeżonym i grzbietowo zagiętym; na bocznych krawędziach opatrzony szczecinkami.

## Fenologia
Dorosłe poławiane były w Brazylii w grudniu.

## Rozprzestrzenienie
Chrząszcz ten zamieszkuje krainę neotropikalną. Wykazany został z Argentyny, Paragwaju, Boliwii i południowej Brazylii (stany Amazona, Mato Grosso i São Paulo).

## Podgatunki
Wyróżnia się następujące podgatunki:
- Brasiella aureola aureola (Klug, 1834)
- Brasiella aureola alverengai (Mandl, 1963) – Mato Grosso; ciemnobrązowo-czerwone ubarwienie z wąską przepaską[4][2]
- Brasiella aureola jatahyana (Rivalier, 1955) – północna część zasięgu gatunku; zielone punktowanie grzbietowej części ciała[5][2].